# Liste der Kulturdenkmale in Mockritz (Dresden)
Die Liste der Kulturdenkmale in Mockritz umfasst sämtliche Kulturdenkmale der Dresdner Gemarkung Mockritz.

## Legende
- Bild: Bild des Kulturdenkmals, ggf. zusätzlich mit einem Link zu weiteren Fotos des Kulturdenkmals im Medienarchiv Wikimedia Commons. Wenn man auf das Kamerasymbol klickt, können Fotos zu Kulturdenkmalen aus dieser Liste hochgeladen werden:
- Bezeichnung: Denkmalgeschützte Objekte und ggf. Bauwerksname des Kulturdenkmals
- Lage: Straßenname und Hausnummer oder Flurstücknummer des Kulturdenkmals. Die Grundsortierung der Liste erfolgt nach dieser Adresse. Der Link (Karte) führt zu verschiedenen Kartendiensten mit der Position des Kulturdenkmals. Fehlt dieser Link, wurden die Koordinaten noch nicht eingetragen. Sind diese bekannt, können sie über ein Tool mit einer Kartenansicht einfach nachgetragen werden. In dieser Kartenansicht sind Kulturdenkmale ohne Koordinaten mit einem roten bzw. orangen Marker dargestellt und können durch Verschieben auf die richtige Position in der Karte mit Koordinaten versehen werden. Kulturdenkmale ohne Bild sind an einem blauen bzw. roten Marker erkennbar.
- Datierung: Baubeginn, Fertigstellung, Datum der Erstnennung oder grobe zeitliche Einordnung entsprechend des Eintrags in der sächsischen Denkmaldatenbank
- Beschreibung: Kurzcharakteristik des Kulturdenkmals entsprechend des Eintrags in der sächsischen Denkmaldatenbank, ggf. ergänzt durch die dort nur selten veröffentlichten Erfassungstexte oder zusätzliche Informationen
- ID: Vom Landesamt für Denkmalpflege Sachsen vergebene, das Kulturdenkmal eindeutig identifizierende Objekt-Nummer. Der Link führt zum PDF-Denkmaldokument des Landesamtes für Denkmalpflege Sachsen. Bei ehemaligen Kulturdenkmalen können die Objektnummern unbekannt sein und deshalb fehlen bzw. die Links von aus der Datenbank entfernten Objektnummern ins Leere führen. Ein ggf. vorhandenes Icon  führt zu den Angaben des Kulturdenkmals bei Wikidata.

## Liste der Kulturdenkmale in Mockritz
| Bild           | Bezeichnung | Lage                             | Datierung | Beschreibung | ID       |
| -------------- | --- | -------------------------------- | --- | --- | -------- |
|                | Spritzenhaus | Altmockritz (Karte)              | bezeichnet 1789 (Spritzenhaus)                                                                                             | auf dem Anger, regelmäßige Sandsteinquader, Krüppelwalmdach, beide Giebelflächen Fachwerk, rechts vom zum Dorfplatz zeigenden Tor Bezeichnung 1785, ortsgeschichtlich und baugeschichtlich von Bedeutung | 09212039 |
|                | Wohnstallhaus und Scheune eines Dreiseithofes | Altmockritz 1 (Karte)            | 1. Hälfte 19. Jahrhundert (Wohnstallhaus)                                                                                  | Wohnstallhaus im Obergeschoss Fachwerk, hinten liegende Scheune zum Teil Fachwerk, außergewöhnlich spitzes Satteldach deutet auf hohes Alter, Hof Teil des Rundlings Mockritz, baugeschichtlich und ortsgeschichtlich von Belang Der Hof ist als Teil des auf uns überkommenen Dorfkerns von Mockritz stadtentwicklungsgeschichtlich, darüber hinaus als bauliches Zeugnis der ländlichen Architektur und der Volksbauweise seiner Zeit auch architekturhistorisch von Belang. | 09212048 |
|                | Gasthof Mockritz: Gasthof | Altmockritz 3 (Karte)            | 1896 (Gasthof) | kubisch geschlossener zweigeschossiger Bau mit flachem Walmdach und kleinem mittigen, von Säulen getragenen Eingangsvorbau mit Balkon am Obergeschoss und kleiner Freitreppe, im Erdgeschoss alle Öffnungen mit runden Bögen, Bestandteil des Rundlings Mockritz, ortsgeschichtlich und baugeschichtlich von Bedeutung | 09212046 |
|                | Wohnhaus und Scheune eines Bauernhofes | Altmockritz 5; 5a (Karte)        | bezeichnet 1851 (Bauernhaus)                                                                                               | Wohnhaus teils Fensterbedachungen, Platte mit Inschrift am Giebel, Scheune stark umgebaut, baugeschichtlich von Bedeutung | 09212044 |
|                | Wohnhaus in offener Bebauung | Altmockritz 6 (Karte)            | 19. Jahrhundert (Wohnhaus)                                                                                                 | ehemaliges Armenhaus, ortsgeschichtlich und sozialgeschichtlich bedeutend 1994 wegen Baufälligkeit abgerissen und originalgetreu wiedererrichtet | 09212047 |
| Weitere Bilder | Wohnstallhaus, Seitengebäude, Einfriedungsmauer parallel zum südlich gelegenen Bachlauf und zwei Torpfeiler eines ehemaligen Dreiseithofes, dazu Brücke als Hofzugang | Altmockritz 7; 7a; 7b (Karte)    | bezeichnet 1827 (Wohnstallhaus), 1. Hälfte 19. Jh. (Zufahrtsbrücke)                                                        | Hauptbau Fachwerkobergeschoss, im Segmentbogen des Türsturzes bezeichnet 1827, markantes ländliches Anwesen seiner Zeit, Bestandteil des Rundlings Mockritz, ortsgeschichtlich und baugeschichtlich von Bedeutung | 09212043 |
| Weitere Bilder | Wohnhaus eines ehemaligen Bauernhofes, dazu straßenseitige Einfriedung                                                                                                | Altmockritz 8 (Karte)            | 1. Hälfte 18. Jh. (Bauernhaus)                                                                                             | massiver Bau mit Fachwerk im Obergeschoss, Bestandteil des Rundlings Mockritz, baugeschichtlich und ortsgeschichtlich von Bedeutung | 09218561 |
|                | Wohnstallhaus | Altmockritz 11 (Karte)           | 1. Hälfte 19. Jahrhundert (Wohnstallhaus)                                                                                  | Obergeschoss Fachwerk, sehr kleiner Hof, Bestandteil des Rundlings Mockritz, ortsgeschichtlich und baugeschichtlich von Bedeutung | 09212042 |
| Weitere Bilder | Wohnstallhaus, Scheune, großes und kleines Wohnhaus sowie Torbogen mit seitlicher Pforte eines Bauernhofes                                                            | Altmockritz 12; 12a (Karte)      | bezeichnet 1808 (Wohnstallhaus), bezeichnet 1925 (großes Wohnhaus), 1925 (kleines Wohnhaus), bezeichnet 1808 (Toreinfahrt) | als ältester Bau zeigt das Wohnstallhaus Fachwerk im Obergeschoss, die beiden Wohnhäuser jünger, über die Jahrhunderte gewachsene ländliche Anlage, bemerkenswert geschlossen, Bestandteil des Rundlings Mockritz, baugeschichtlich und ortsgeschichtlich von Bedeutung | 09212041 |
|                | Wohnhaus und Scheune eines Bauernhofes | Altmockritz 13 (Karte)           | 1. Hälfte 19. Jahrhundert (Bauernhaus)                                                                                     | Wohnhaus Obergeschoss Fachwerk, Bestandteil des Rundlings Mockritz, ortsgeschichtlich und baugeschichtlich von Bedeutung | 09212040 |
| Weitere Bilder | Wohnstallhaus eines Dreiseithofes | Altmockritz 14 (Karte)           | bezeichnet 1793 (Wohnstallhaus)                                                                                            | mit Fachwerk im Obergeschoss, charakteristisches ländliches Gebäude seiner Zeit, Bestandteil des Rundlings Mockritz, ortsgeschichtlich und baugeschichtlich von Bedeutung | 09212038 |
|                | Wohnstallhaus, Seitengebäude sowie Scheune eines Dreiseithofes | Babisnauer Straße 1 (Karte)      | 1. Hälfte 18. Jahrhundert (Wohnstallhaus)                                                                                  | Wohnstallhaus Obergeschoss Fachwerk, Wirtschaftsgebäude massiv, regionaltypischer, weitgehend geschlossen erhaltener Bauernhof, baugeschichtlich von Bedeutung | 09218560 |
|                | Gaswerk Mockritz (ehem.): Produktionsgebäude und Wohnhaus | Babisnauer Straße 28; 32 (Karte) | 1906-1907 (Gaswerk), 1906-1907 (Wohnhaus)                                                                                  | ersteres (Nummer 28) aus zwei parallele Hallen und flacherem Verbinder, die Hallen jeweils beide Giebeln geschwungen, alles Klinkergliederung, Putzflächen und runde Bögen, beim dazugehörige Wohnhaus (Nummer 32) die Architekturgliederung aus Klinker mit Putzflächen, als markante Industriearchitektur ihrer Zeit industriegeschichtlich und baugeschichtlich von Bedeutung, als einstiges Gaswerk der Gegend zudem ortsgeschichtlich von Belang | 09212037 |
|                | Mietshaus | Eutschützer Straße 13 (Karte)    | um 1930 (Mietshaus) | zweigeschossig, mit ausgebautem Mansarddach, Putzbau, die Fenster durch Klinkerbänder in Höhe der Sohlbänke und der Stürze waagerecht zusammengefasst, Fenstergewände und Portal Klinker, baugeschichtlich von Bedeutung | 09212035 |
|                | Doppelwohnhaus mit Einfriedung | Gostritzer Straße 1 (Karte)      | um 1925 (Doppelwohnhaus)                                                                                                   | markanter, traditioneller Bau mit expressionistischen Gestaltungselementen, erhaltenswertes Beispiel des Kleinwohnungs- und Siedlungsbaus um 1930, baugeschichtliche und ortsgeschichtliche Bedeutung | 09212032 |
|                | Wohnhaus | Gostritzer Straße 9 (Karte)      | Anfang 20. Jahrhundert (Wohnhaus)                                                                                          | anspruchsvoll, eingeschossig mit Satteldach und seitlich eingesteckten zusätzlichen Giebeln, meist Krüppelwalmen, in oberen Bereichen Zierfachwerk, ehemals Verbretterungen (heute Verschieferungen), viele originale Ausstattungsteile, baugeschichtliche Bedeutung | 09218558 |
| Weitere Bilder | Ateliergebäude des Bildhauers Edmund Moeller mit Plastiken und Gartengestaltung                                                                                       | Gostritzer Straße 10 (Karte)     | um 1930 (Atelier), 1920 (Figurengruppe), 1922 (Figurengruppe), 1931 (Büste), 1919 (Statue)                                 | höherer Bau mit Flachdach, an der vorderen Schmalseite eine Art Attika, mit eingeschossigem Anbau mit Pultdach, hier zwei Seiten offen mit Säulenstellungen, die Plastiken im gestalteten Garten sind teils von Moeller, teils von den Malern, Bildhauern, Architekten und Restauratoren der Produktionsgenossenschaft Bildender Künstler „Kunst am Bau“ (1958 - 1990) und danach der e.G. Kunst + Bau, Moeller war unter anderem Träger des Rompreises und des Sonnenordens des Staates Peru, baugeschichtlich, ortsgeschichtlich und personengeschichtlich sowie künstlerisch bedeutend Das Ateliergebäude des Bildhauers Edmund Moeller scheint von italienischen Villen und Landhäusern beeinflusst. Das in den zwanziger Jahren entstandene Gebäude ist auf Grund seiner eigenwilligen und für die Zeit eher untypischen Form (Seltenheitswert) ein Kulturdenkmal. Außerdem erinnert es mit den dazugehörigen Plastiken im Garten an einen Dresdner Bildhauer, der vor allem in der Zeit vor 1930 sehr aktiv war (Erinnerungswert). Die meisten der Plastiken stammen von Edmund Moeller: Gebeugter, Kugelstoßer (1926), Bach (1931), Mutterliebe (1920), Fußballer (1922), Echo (1919), Zwei Kameraden und Familie. Des Weiteren stehen die Plastiken Befreiung und Beethoven im Garten. Erst nach der Wende entstanden die Arbeiten Stuhl von Rudolf Sitte (1996) und Faltung von Friedrich Kracht (2006). | 09218557 |
| Weitere Bilder | Wohnhaus | Gostritzer Straße 13 (Karte)     | 1911-1912 (Villa) | landhausartig Bau der Reformarchitektur nach 1900, sachlich gestaltet, in den Giebeldreiecken Fachwerk, äußerlich verändert, dennoch wegen der bemerkenswerten Ausstattung aus der Entstehungszeit und als Werk des lokal bekannten Büros Rose und Röhle, baugeschichtlich und künstlerisch bedeutend | 09306454 |
|                | Doppelwohnhaus mit Einfriedung | Gostritzer Straße 37; 39 (Karte) | um 1925 (Wohnhaus) | markanter, traditioneller Bau, erhaltenswertes Beispiel des Kleinwohnungs- und Siedlungsbaus um 1930, baugeschichtliche Bedeutung | 09212034 |
|                | Jagdsäule und Brücke | Mittelsteg (Karte)               | bezeichnet 1751 (Jagdsäule)                                                                                                | die Säule, mit Kurschwertern und 1751 bezeichnet, sollte während der Hofjagden die Brücke als Übergangsstelle markieren, Brücke aus regelmäßigen Sandsteinquadern, gesellschaftsgeschichtlich von Bedeutung | 09218559 |
|                | Mietshaus mit Einfriedung | Münzmeisterstraße 23 (Karte)     | Anfang 20. Jahrhundert (Mietshaus)                                                                                         | typischer vorstädtischer Wohnbau um 1900, noch historistisch, dominiert von Mittelrisalit mit Dreiecksgiebel, dieser akzentuiert von Zierrat, baugeschichtlich und ortsgeschichtlich von Bedeutung | 09212049 |
|                | Wohnhaus mit Nebengebäude (Scheuen) | Münzteichweg 21 (Karte)          | bezeichnet 1830 (Wohnhaus)                                                                                                 | markante, noch barock wirkende ländliche Bauten mit auffälligen Dächern, darunter einem Mansarddach mit Schopf auf dem Hauptgebäude, aus der Zeit des späten Biedermeier, zeitweilig Gärtnerei, vor allem baugeschichtlich bedeutend | 09218564 |
|                | 70. POS; Johann-Andreas-Schubert-Schule: Schulgebäude mit Einfriedung                                                                                                 | Südhöhe 31 (Karte)               | 1893 (Schule) | Betonung der Mittelachse, typischer historistischer Schulbau für einen Vorort, baugeschichtlich und ortsgeschichtlich bedeutend Schule „Johann-Andreas Schubert“ | 09212031 |
|                | Doppelwohnhaus mit Einfriedung | Teplitzer Straße 72 (Karte)      | um 1925 (Doppelwohnhaus)                                                                                                   | markanter, traditioneller Bau mit expressionistischen Gestaltungselementen, erhaltenswertes Beispiel des Kleinwohnungs- und Siedlungsbaus um 1930, baugeschichtliche und ortsgeschichtliche Bedeutung | 09212032 |
|                | C. G. Klette jr. Teppich-Reinigung und Teppich-Aufbewahrung: Gewerbegebäude                                                                                           | Zschertnitzer Straße 36 (Karte)  | letztes Viertel 19. Jahrhundert (Nebengebäude)                                                                             | symmetrisch mit dreigeschossigem Mittelbaukörper und zweigeschossigen Flankenbauten, fast flache Dächer mit Überstand, Anklänge an den Schweizerstil, ortsgeschichtlich und baugeschichtlich von Bedeutung ehemalige Klette jr. Teppichreinigung & Teppichlager | 09212033 |

## Ehemalige Kulturdenkmale
| Bild           | Bezeichnung | Lage                    | Datierung | Beschreibung                                                                | ID |
| -------------- | ----------- | ----------------------- | --------- | --------------------------------------------------------------------------- | -- |
|                | Bauernhof   | Altmockritz 4 (Karte)   |           | Wohnstallhaus mit Taubenschlag, Seitengebäude und Scheune eines Bauernhofes |    |
| Weitere Bilder | Bauernhof   | Altmockritz 10 (Karte)  |           |                                                                             |    |
|                | Gasthaus    | Münzteichweg 19 (Karte) |           |                                                                             |    |